# الحياف (النادرة)

تعديل مصدري - تعديل

الحياف محلة تابعة لقرية النوبة، التابعة لعزلة المفتاح الاعلى بمديرية النادرة إحدى مديريات محافظة إب في الجمهورية اليمنية، بلغ تعداد سكانها 31 حسب تعداد اليمن لعام 2004.